# Dinant (huyện)
Huyện Dinant (tiếng Pháp: Arrondissement de Dinant; tiếng Hà Lan: Arrondissement Dinant) là một trong ba huyện hành chính ở tỉnh Namur, Bỉ. Huyện này vừa là huyện hành chính và huyện tư pháp. Tuy nhiên, huyện tư pháp Dinant cũng bao gồm các đô thị của huyện Philippeville.

## Các đô thị
Huyện hành chính Dinant bao gồm các đô thị sau:
| - Anhée - Beauraing - Bièvre - Ciney - Dinant - Gedinne - Hamois - Hastière | - Havelange - Houyet - Onhaye - Rochefort - Somme-Leuze - Vresse-sur-Semois - Yvoir |